# Dúbravy
Dúbravy (hongrois : Kisócsa) est un village de Slovaquie situé dans la région de Banská Bystrica.

## Histoire
Première mention écrite du village en 1808.

## Démographie

### Évolution de la population
| Année:               | 1994. | 2004.   | 2014.   | 2024.   |
| -------------------- | ----- | ------- | ------- | ------- |
| Nombre de personnes: | 1011  | 1002    | 929     | 955     |
| Différence:          |       | -0,89 % | -7,28 % | +2,79 % |

| Année:               | 2023. | 2024.   |
| -------------------- | ----- | ------- |
| Nombre de personnes: | 959   | 955     |
| Différence:          |       | -0,41 % |